# Aissatou Diallo Sagna
Aissatou Diallo Sagna (1983) è un'attrice francese, vincitrice del Premio César per la migliore attrice non protagonista nel 2022.

## Biografia
Originaria della Guinea, cresce nel dipartimento della Senna e Marna. Diplomatasi come operatore socio-sanitario, viene scelta durante un casting per interpretare il ruolo dell'infermiera Kim nel film Parigi, tutto in una notte.

## Vita privata
Coniugata, ha tre figli.

## Filmografia
- Parigi, tutto in una notte (La Fracture), regia di Catherine Corsini (2021)
- Le Retour, regia di Catherine Corsini (2023)
- Un anno difficile (Une année difficile), regia di Olivier Nakache e Éric Toledano (2023)
- Il caso Belle Steiner (Belle), regia Benoît Jacquot (2024)

## Premi e riconoscimenti
2022 - Premio César
Migliore attrice non protagonista - Parigi, tutto in una notte